# Maja Pflug
Maja Pflug (* 16. Juni 1946 in Bad Kissingen) ist eine deutsche Übersetzerin.

## Leben und Wirken
Maja Pflug absolvierte von 1964 bis 1971 in München, London und Rom eine Ausbildung zur Übersetzerin für Italienisch und Englisch. Nachdem sie anfangs theoretische Texte aus dem Italienischen ins Deutsche und einige Bände einer italienischen Marx-Engels-Ausgabe aus dem Deutschen ins Italienische übertragen hatte, ist sie seit den 1980er Jahren vorwiegend als Übersetzerin belletristischer Texte tätig. Sie lebt heute in Rom.
Maja Pflug ist Mitglied im Verband deutschsprachiger Übersetzer literarischer und wissenschaftlicher Werke, VdÜ. 
Pflug regte die Gründung von Vereinen an, wie zum Beispiel der Weltlesebühne, einem losen Netzwerk von Literaturübersetzern aus verschiedenen deutschsprachigen Städten, oder von drama panorama, einem "Forum für Übersetzen und Theater". Sie entwickelte zusammen mit anderen Fortbildungsformate wie "Über Kreuz", eine Werkstatt für Lektoren und Übersetzer, "ViceVersa", die zweisprachigen Werkstätten, oder das Hieronymus-Programm für Nachwuchsübersetzer, welche wichtig sind für die professionelle Entwicklung solcher Berufe. Die Förderung von Übersetzerpreisen, z. B. dem Karl-Dedecius-Preis und dem Tarabya Preis, die Finanzierung von Arbeitsaufenthalten im Land der Ausgangs- oder der Zielsprache sowie die Unterstützung von Buch- und Filmprojekten über das Literaturübersetzen waren weitere Aktivitäten von ihr.

## Auszeichnungen
- 1987: Premio Montecchio di Studi Italo-Tedeschi
- 1999: Christoph-Martin-Wieland-Übersetzerpreis
- 2007: Jane Scatcherd-Preis
- 2011: Deutsch-Italienischer Übersetzerpreis für das Lebenswerk.

## Werke
- Natalia Ginzburg: Eine Biographie. Wagenbach, Berlin 1995 ISBN 3-8031-3582-6.

## Übersetzungen ins Deutsche
- Claudio Abbado: Das Haus voll Musik, Zürich [u. a.] 1986
- Sibilla Aleramo: Diario di una donna, München 1980 (übersetzt zusammen mit Gisela Baratta)
- Guido Aristarco: Marx, das Kino und die Kritik des Films, München [u. a.] 1981 (übersetzt zusammen mit Andrea Spingler)
- Antonia Arslan: Das Hauch der Lerchen, München 2005
- Marco Balzano: Damals, am Meer, München 2011
- Marco Balzano: Ich bleibe hier. Diogenes, Zürich 2020.
- Paolo Barbaro: Das Haus mit den Lichtern, Stuttgart 1998
- Gesualdo Bufalino: Der Ingenieur von Babel, Frankfurt am Main 1989
- Gesualdo Bufalino: Museum der Schatten, Berlin 1982
- Wendy Buonaventura: Bauchtanz, München 1984
- Paola Capriolo: Die Frau aus Stein, München [u. a.] 1991
- Anna Maria Carpi: Forever young, Reinbek bei Hamburg 1997
- Alice Ceresa: Bambine, Bern 1997
- Pietro Citati: Schön und verdammt, Zürich 2009
- Andrea De Carlo: Das Meer der Wahrheit, Zürich 2008
- Andrea De Carlo: Als Durante kam, Zürich 2010
- Andrea De Carlo: Sie und Er, Zürich 2012
- Andrea De Carlo: Villa Metaphora, Zürich 2015
- Andrea De Carlo: Ein fast perfektes Wunder, Zürich 2017
- Andrea De Carlo: Das wilde Herz, Zürich 2019
- Andrea De Carlo: Theater der Träume, Zürich 2021
- Donatella Di Pietrantonio: Meine Mutter ist ein Fluss, München 2013
- Donatella Di Pietrantonio: Bella mia, München 2016
- Donatella Di Pietrantonio: Arminuta, München 2018
- Anna Felder: Die Adelaiden, Zürich 2010
- Federico Fellini: Die Reise des G. Mastorna, Zürich 1995
- Carolyn Forché: Was du gehört hast, ist die Wahrheit, Zürich 1981 (übersetzt zusammen mit Katrine von Hutten)
- Giuseppe Genna: Im Namen von Ismael, Zürich 2002 (übersetzt zusammen mit Friederike Hausmann)
- Gamîla Ghâli: Die Wüstenpalme, München 2000
- Margherita Giacobino: Eine Amerikanerin in Paris, München 1994
- Margherita Giacobino: Götter, Gatten und Geliebte, München 2001
- Margherita Giacobino: Marina, Marina, Marina, München 1999
- Natalia Ginzburg: Alle unsere Gestern, Berlin 1998
- Natalia Ginzburg: Anton Čechov, Berlin 1990
- Natalia Ginzburg: "Es fällt schwer, von sich selbst zu sprechen, aber es ist schön", Berlin 2001
- Natalia Ginzburg: Die Familie Manzoni, Düsseldorf 1988
- Natalia Ginzburg: Das imaginäre Leben, Berlin 1995
- Natalia Ginzburg: Die kaputten Schuhe, Berlin 1998
- Natalia Ginzburg: Die kleinen Tugenden, Berlin 2001 (übersetzt zusammen mit Alice Vollenweider)
- Natalia Ginzburg: Ein Mann und eine Frau, Berlin 2000
- Natalia Ginzburg: Nie sollst du mich befragen, Berlin 1991
- Natalia Ginzburg: So ist es gewesen, Berlin 1992
- Natalia Ginzburg: Die Stadt und das Haus, Düsseldorf 1986
- Natalia Ginzburg: Die Straße in die Stadt, Berlin 1997
- Natalia Ginzburg: Valentino, Zürich 1985
- Luigi Guarnieri: Das Doppelleben des Vermeer, München 2005
- Giovanni Jervis: Kritisches Handbuch der Psychiatrie, Frankfurt am Main 1978 (übersetzt zusammen mit Traudi Pulz)
- Paolo Levi: Auf dem Holzweg, München [u. a.] 1987
- Grazia Livi: Die Buchstaben meines Namens, München 1993
- Grazia Livi: Geheime Bindungen, München 1996
- Marco Lodoli: Hunde und Wölfe, Frankfurt am Main 1999 (übersetzt zusammen mit Gesa Schröder)
- Rosetta Loy: Im Ungewissen der Nacht, Zürich 1991
- Rosetta Loy: Die Pforte des Wassers, München [u. a.] 2001
- Rosetta Loy: Schokolade bei Hanselmann, München [u. a.] 1996
- Rosetta Loy: Straßen aus Staub, Zürich 1989
- Rosetta Loy: Via Flaminia 21, München [u. a.] 1998
- Rosetta Loy: Winterträume, Zürich 1993
- Milena Magnani: Der gerettete Zirkus, Hamburg 2010
- Laura Mancinelli: Raskolnikov, Zürich [u. a.] 1999
- Dacia Maraini: Erinnerungen einer Diebin, München [u. a.] 1994
- Paola Masino: Die Geburt der Hausfrau und ihr Tod, München 1983
- Masuccio Salernitano: Novellino, Berlin (übersetzt mit Hanns Floerke) (1 & 2 (1988))
- Maria Messina: Jede Einsamkeit ist anders, Zürich [u. a.] 1994
- Maria Messina: Der zerronnene Traum, Zürich 1992
- Rita Monaldi: Imprimatur, München 2003 (übersetzt zusammen mit Friederike Hausmann)
- Elsa Morante: La Storia, Berlin 2024 (übersetzt zusammen mit Klaudia Ruschkowski), Verlag Klaus Wagenbach, ISBN 978-3-8031-3365-6.
- Elsa Morante: Eine frivole Geschichte über die Anmut und andere Erzählungen, Berlin 2003
- Elsa Morante: Für oder wider die Atombombe und andere Essays, Zürich 1991
- Elsa Morante: Das heimliche Spiel, Berlin 2005 (übersetzt zusammen mit Susanne Hurni-Maehler)
- Elsa Morante: Traumtagebuch, Zürich 1990
- Antonella Moscati: Fast eine Ewigkeit, München 2007
- Nico Naldini: Pier Paolo Pasolini, Berlin 1991
- Alberto Nessi: Mit zärtlichem Wahnsinn, Zürich 1995
- Alberto Nessi: Die Wohnwagenfrau, Zürich 1998
- Alberto Nessi: Schattenblüten, Zürich 2000
- Alberto Nessi: Nächste Woche, vielleicht, Zürich 2009
- Alberto Nessi: Miló, Erzählungen, Deutsch von Maja Pflug, Limmat, Zürich 2016, ISBN 978-3-85791-786-8
- Giovanni Orelli: Walaceks Traum, Zürich 2008
- Pier Paolo Pasolini: Amado mio, Berlin 1984
- Pier Paolo Pasolini: Barbarische Erinnerungen, Berlin 1983
- Pier Paolo Pasolini: "Ich bin eine Kraft des Vergangenen ..." Briefe 1940–1975, Wagenbach, Berlin 1991
- Cesare Pavese: Das Haus auf dem Hügel, Zürich 2018
- Cesare Pavese: Der Mond und die Feuer, Zürich 2016
- Cesare Pavese: Die einsamen Frauen, Berlin 2008
- Cesare Pavese: Das Handwerk des Lebens, Düsseldorf 1988
- Cesare Pavese: Der schöne Sommer, München 2002
- Cesare Pavese: Die Turiner Romane, München 2000 (übersetzt zusammen mit Catharina Gelpke)
- Sandra Petrignani: Haus der Ahnen, München 2008
- Fabrizia Ramondino: Althénopis, Zürich 1986
- Fabrizia Ramondino: Blühende Mandelbäume, Zürich 2004
- Fabrizia Ramondino: Im Spiegel einer Insel, Zürich 1999
- Fabrizia Ramondino: Jedes Wesen schreit stumm, Zürich 2002
- Fabrizia Ramondino: Die Katze und andere Erzählungen, Zürich 2006
- Fabrizia Ramondino: "Nicht sehr verläßlich zu Haus ...", Zürich 1992
- Fabrizia Ramondino: Ein Tag und ein halber, Zürich 1989
- Fabrizia Ramondino: La via, Zürich 2010
- Fabrizia Ramondino: Die Vögel des Narcís, Zürich 1987
- Marino Regini: Akkord, Lohn, Qualifikation als Kampfinhalte italienischer Arbeiter, München 1973 (übersetzt zusammen mit Toni Auer)
- Enrico Remmert: Looove never dies, München 1998
- Rossana Rossanda: Einmischung, Frankfurt am Main 1980 (übersetzt zusammen mit Andrea Spingler und Burkhart Kroeber)
- Rossana Rossanda: Die Tochter des 20. Jahrhunderts, Frankfurt am Main 2007 (übersetzt zusammen mit Friederike Hausmann)
- Salvatore Settis: Giorgiones "Gewitter", Berlin 1982
- Giuseppe Sinopoli: Parsifal in Venedig, München 2001
- Saul Steinberg: Schatten und Spiegelungen, Zürich 2002
- Susanna Tamaro: Anima mundi, Zürich 1997
- Susanna Tamaro: Cara Mathilda, Zürich 1999
- Susanna Tamaro: Die Demut des Blicks, Zürich 1995
- Susanna Tamaro: Erhöre mein Flehen, München 2007
- Susanna Tamaro: Geh, wohin dein Herz dich trägt, Zürich 1995
- Susanna Tamaro: Eine Kindheit, Zürich 1996
- Susanna Tamaro: Der kugelrunde Roberto, Zürich 1993
- Susanna Tamaro: Love, Zürich 1992
- Susanna Tamaro: Luisito, München 2008
- Susanna Tamaro: Der Tannenbaum, München 2009
- Susanna Tamaro: Tobias und der Engel, Zürich 2000
- Stefano Terra: Die nicht vergeben, Wien [u. a.] 1992
- Vincenzo Todisco: Der Bandoneonspieler, Zürich 2007
- Vincenzo Todisco: Das Krallenauge, Zürich 2001
- Vincenzo Todisco: Rocco und Marittimo, Zürich 2011
- Vincenzo Todisco: Wie im Western, Zürich 2004
- Giuseppe Tomasi di Lampedusa: Shakespeare, Berlin 1994
- Cesarina Vighy: Mein letzter Sommer, Hamburg 2010
- Marco Vitale: Un inverno, Mendrisio 2008
- Paolo Volponi: Ich seh dich unter den Arkaden, Wien 1994

## Übersetzungen ins Italienische
- Karl Marx: Opere, Roma
  - 7. Marzo - novembre 1848, 1974
  - 8. Novembre 1848 - marzo 1849, 1976
  - 9. Marzo - agosto 1849, 1984
  - 16. Agosto 1858 - febbraio 1860, 1983
  - 17. Ottobre 1859 - dicembre 1860, 1986